# Li Ju
Li Ju (chiń. 李菊; pinyin Lǐ Jú; ur. 22 stycznia 1976 w Nantong) – chińska tenisistka stołowa, mistrzyni i wicemistrzyni olimpijska z Sydney (2000), czterokrotna drużynowa mistrzyni świata oraz dwukrotna triumfatorka mistrzostw świata w grze podwójnej.
Dużym sukcesem zakończył się jej udział w jedynych igrzyskach olimpijskich w których startowała. W Sydney w 2000 roku została złotą medalistką w deblu, w parze z Wang Nan, oraz srebrną medalistką w turnieju indywidualnym.
Dziesięciokrotnie zdobywała medale mistrzostw świata. Czterokrotnie była drużynową mistrzynią świata i dwukrotną mistrzynią w deblu (w parze z Wang Nan) w roku 1999 i 2001.
Zdobywczyni Pucharu Świata (2000). Sześciokrotna złota medalistka mistrzostw Azji (indywidualna tryumfatorka z 1998 roku), trzykrotna medalistka Igrzysk Azjatyckich 1998.